# Prosoplus laterialbus
Prosoplus laterialbus är en skalbaggsart som beskrevs av Stefan von Breuning 1971. Prosoplus laterialbus ingår i släktet Prosoplus och familjen långhorningar. Inga underarter finns listade i Catalogue of Life.